# La Vall d'Hebron

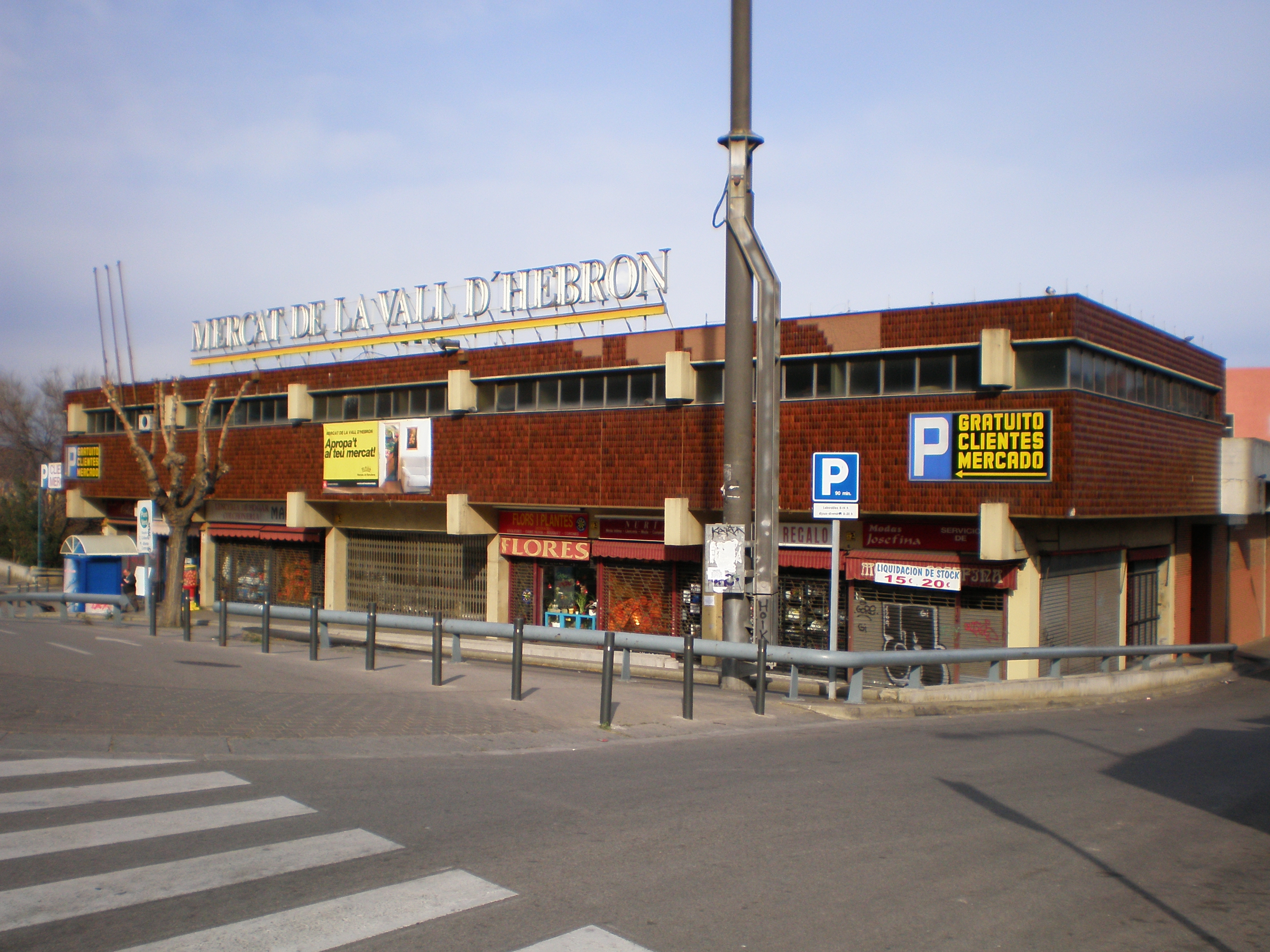
Mercado de La Vall d'Hebron.

La Vall d'Hebron é um bairro do distrito de Horta-Guinardó, na cidade de Barcelona. Encontra-se na esquina da Ronda de Dalt e o Passeio da Vall d'Hebron e nele se pode encontrar o Parque da Vall d'Hebron.
Desenvolveu-se a partir do Plano Comarcal de 1953, com a construção de polígonos de blocos de moradias. Com os Jogos Olímpicos de Barcelona de 1992 se reordenou a zona e se ampliou o âmbito do polígono, destinando-se alguns equipamentos esportivos.
No norte do bairro, cruzando a Ronda de Dalt, se encontra o bairro de Montbau, onde está o Hospital Vall d'Hebron, um dos mais importantes da Catalunha.